# 和歌山県の城

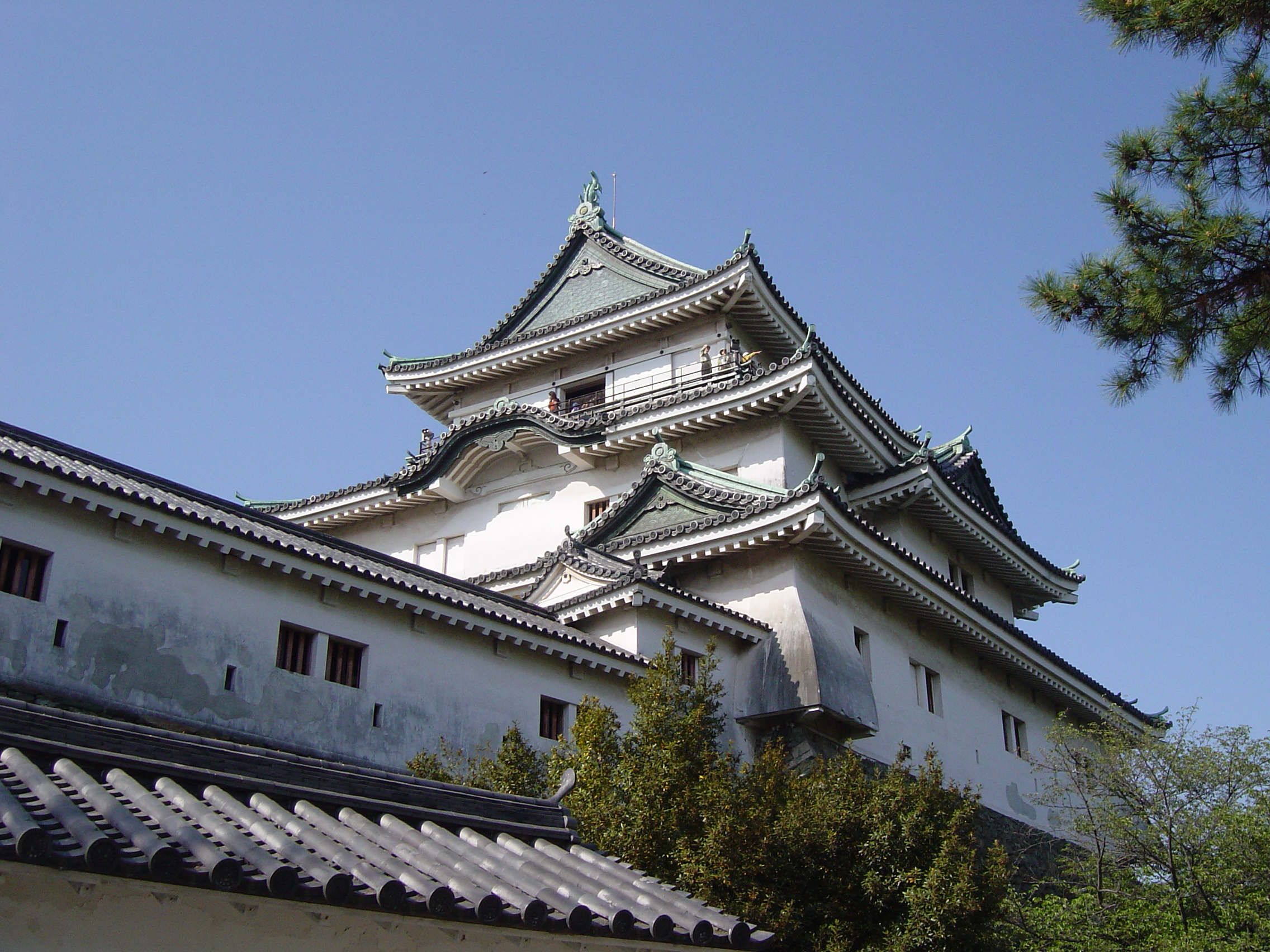
和歌山城

和歌山県の城（わかやまけんのしろ）は、和歌山県内にかつてあった城館をとりまとめたものである。

## 和歌山市

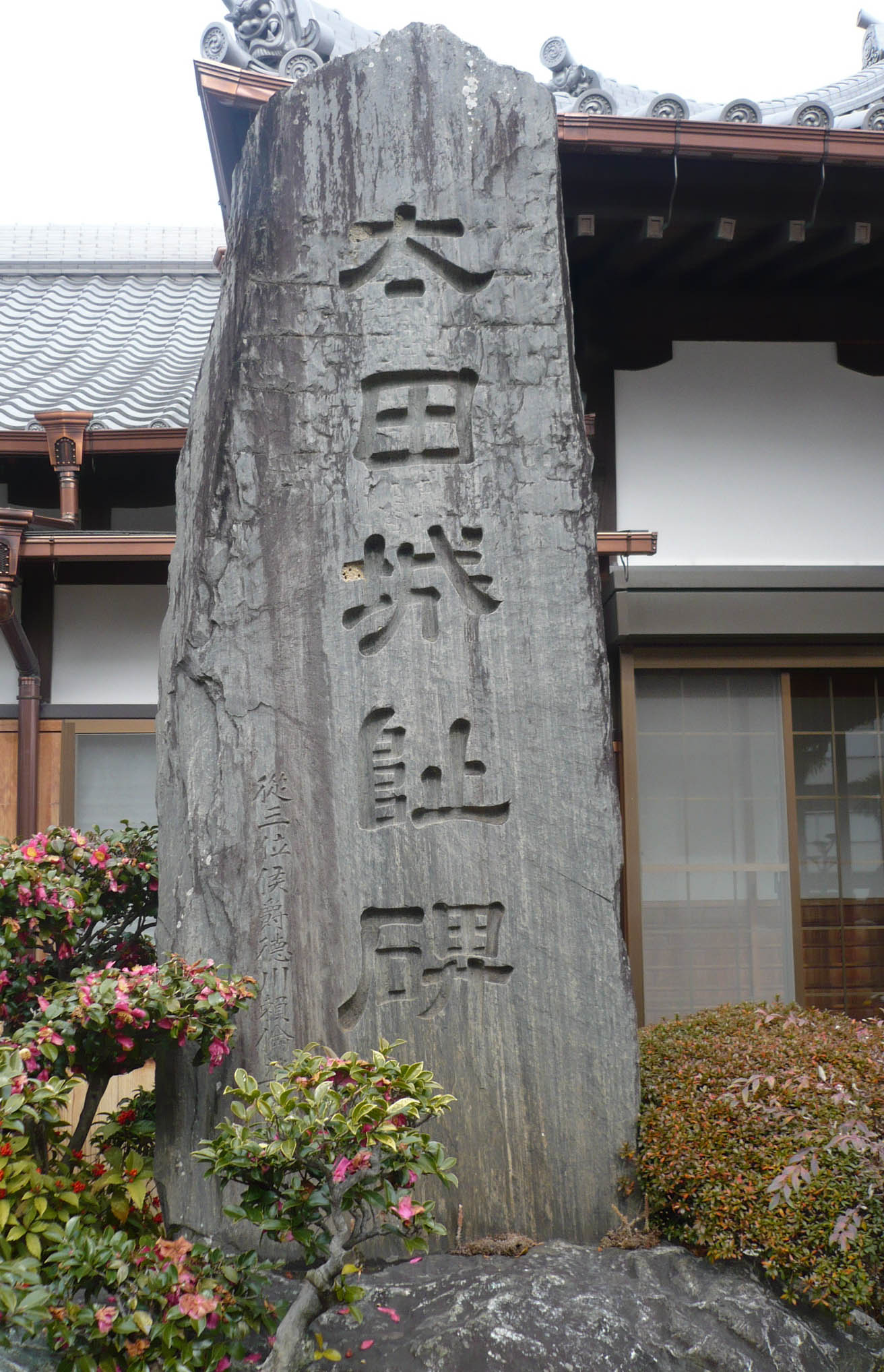
太田城の石碑

- 和歌山城 - 国史跡
- 太田城
- 秋月城
- 木本城
- 中野城
- 弥勒寺山城
- 雑賀城
- 雑賀崎城
- 中津城
- 玉津島砦
- 岡山城
- 和佐山城

## 海南市
- 加茂城
- 日方城
- 大野城 - 西牟婁郡の大野城とは別の城

## 橋本市
- 岩倉城
- 霜山城
- 長藪城
- 銭坂城

## 有田市
- 岩室城 - 市史跡

## 御坊市
- 亀山城 - 市史跡
- 小松原館 - 居館

## 田辺市
- 鶴ヶ城
- 田辺城 - 市史跡
- 衣笠城
- 龍口城
- 千丈山城 - 市史跡

## 新宮市
- 新宮城 - 国史跡

## 紀の川市
- 猿岡山城
- 飯盛山城
- 貴志城

## 有田郡

### 湯浅町
- 湯浅城
- 広保山城

### 広川町
- 広城

### 有田川町
- 阿瀬川城
- 二川天城
- 鳥屋城 - 県史跡

## 日高郡

### 美浜町
- 入山城
- 本之脇城

### 日高町
- 鞍賀多和城
- 天路山城
- 志賀城
- 鹿ヶ瀬城

### みなべ町
- 平須賀城
- 高田土居城

### 印南町
- 名杭城
- 榎城
- 赤松城

### 日高川町
- 手取城
- 山崎城

## 西牟婁郡

### 白浜町
- 馬谷城
- 安宅本城
- 土井城
- 中山城
- 勝山城
- 大野城
- 八幡山城

### 上富田町
- 龍松山城 - 町史跡
- 蛇喰城 - 町史跡
- 釣塀山城

### すさみ町
- 神田城
- 周参見城

## 東牟婁郡

### 串本町
- 虎城山城 - 町史跡
- 佐部城 - 町史跡

### 那智勝浦町
- 下里城
- 勝山城 - 西牟婁郡の勝山城とは別の城